# Круопяйское староство
Круопяйское староство (лит. Kruopių seniūnija) — одно из 6 староств Акмянского района, Шяуляйского уезда Литвы. Административный центр — местечко Круопяй.

## География
Расположено на севере Литвы, в Средне-Вянтской низменности, в восточной части Акмянского района.
Граничит с Науйойи-Акмянским сельским староством на западе и севере, Папильским — на северо-западе, Гайжайчяйским староством Йонишкского района — на востоке, Шакинским староством Шяуляйского района — на юге, и Укрской волостью Ауцского края Латвии — на северо-востоке.

## Население
Круопяйское староство включает в себя местечко Круопяй, 29 деревень.